# Miguel Chaves Sánchez
Miguel Chaves Sánchez   (Barcelona, 10 de febrer de 1955) és un jugador d'hoquei sobre herba, ja retirat, guanyador d'una medalla olímpica.
Membre de l'Atlètic Terrassa Hockey Club va participar, als 25 anys, en els Jocs Olímpics d'Estiu de 1980 realitzats a Moscou (Unió Soviètica), on va aconseguir guanyar la medalla de plata en la competició masculina d'hoquei sobre herba. També guanyà una medalla de plata en els Jocs del Mediterrani de 1979.